# Kanton Schaffhausen
Schaffhausen er den nordligste kanton i Schweiz. Hovedstaden hedder ligesom kantonen Schaffhausen. Den er omgivet af Tyskland på tre sider. Mod syd danner Rhinen grænsen til kantonerne Zürich og Thurgau. Schaffhausen består af tre ikke-sammenhængende områder og indeholder desuden en tysk enklave (Büsingen am Hochrhein). Kun i byen Stein am Rhein ved Bodensøens vestlige ende går kantonen et lille stykke over Rhinen.